# GSC2530-1366
GSC2530-1366 — хімічно пекулярна зоря спектрального класу A2, що має видиму зоряну величину в смузі V приблизно 11,5.